# Herbeuville
Herbeuville – miejscowość i gmina we Francji, w regionie Grand Est, w departamencie Moza.
Według danych na rok 1990 gminę zamieszkiwało 135 osób, a gęstość zaludnienia wynosiła 20 osób/km² (wśród 2335 gmin Lotaryngii Herbeuville plasuje się na 910. miejscu pod względem liczby ludności, natomiast pod względem powierzchni na miejscu 854.).